# Vincent Ostrom
Vincent Ostrom est un politologue américain né le 25 septembre 1919 à Nooksack (Washington) et mort le 29 juin 2012 à Bloomington. Avec sa femme Elinor Ostrom, il a fait d'importantes contributions à la science politique et à l'économie politique.

## Biographie

### Les grands traits
Vincent Ostrom grandit dans l'ouest de l'État de Washington près de la frontière canadienne dans le Puget Sound. En 1937, il quitte son lieu de naissance et va suivre l'enseignement du City college de Los Angeles, il travaille ensuite à la Cheffey Union High School à Ontario (Californie). Là il observe le travail d'irrigation qu'ont effectué George et William Chaffey et qui a permis de rendre cultivables plus de cent mille hectares de terre qui ont pu accueillir des fermiers fuyant le Dust Bowl et la Grande Dépression. De 1945 à 1948, il est professeur assistant à l'Université du Wyoming; il envisage alors de faire une thèse sur la politique des pâturages (politics of grass), mais son projet de recherche transdisciplinaire pour conseiller les comités législatifs de l'État du Wyoming, mené avec son chef de département, “Bert“ Wenger (1912-1964), se heurte au président de l'université qui veut qu'ils stoppent leur activité politique, ce qui entraîne la démission de Vincent Ostrom. Il soutient en 1950 une thèse sur les services des eaux à l'Université de Californie à Los Angeles.
De 1949 à 1958, il est professeur assistant puis associé à l'université de l'Oregon. À cette époque, il devient directeur associé d'un programme d'éducation à l'administration publique pour la région du Nord-Ouest Pacifique (Cooperation Programm in Educational Administration for the Pacific Northwest region (CPEA) financé par la fondation Kellog. Cela le pousse à lire une vaste littérature qui va de l'anthropologie à la sociologie, en passant par l'économie et la psychologie. Il lit notamment des livres de John Dewey, d'Elton Mayo, d'Harold Lasswell, de Chester Barnard, de Homer Barnett de Kurt Lewin, de Mary Parker Follett. Il passe aussi un an au Centre d'études avancée des sciences du comportement (Center for Advanced Study in the Behavioral Sciences) durant lequel il étudie notamment La Voie cheyenne de LLewellyn et Adamson Hoebel les Fundamental Legal Conceptions de Wesley Newcomb Hohfeld et Legal Foundations of Capitalism de John R Commons. 
Durant cette période il intervient aussi en qualité d'expert dans le domaine de l'eau dans le Tennessee et à Hawaï et assure la vice-présidence de 1957 à 1959 du Oregon State Water Booard. Il participe aussi durant cette période à la rédaction de l'article VIII portant sur les ressources naturelles de l’État d'Alaska
De 1958 à 1964, il est professeur à l'UCLA où il rencontre sa femme Elinor Ostrom. C'est dans cet établissement qu'il rédige avec Charles M.Tiebout et Robert Warren, un article peu lu à sa parution mais dont l'importance ira en grandissant The Organization of Government in Metropolitan Areas : A Theretical Inquiry. En 1964, avec sa femme Elinor il intègre l'Université de l'Indiana à Bloomington où il terminera sa carrière. Là Vincent et Elinor Ostrom fondent en 1973 le Workshop in Political Theory and Policy Analysis. Vincent Ostrom est éditeur en chef de la Public Administration Review (PAR) de septembre 1963 à mars 1966. Ostrom participe à la première conférence du Public Choice organisée par James Buchanan en mars 1964, mais s'en éloigne plus tard.
Dans The Political Theory of a Coumpound Republic (1971, 1987, 2008) et The Intellectual Crisis in American Public Administration (1973, 1974, 1989, 2008) il présente un paradigme de l'administration publique alternatif à celui développé par Woodrow Wilson qui plaidait pour une administration publique centralisée reposant sur des experts “apolitiques“ face à cela il développe la notion de polycentricité que l'on trouve dans son premier grand article. Durant cette période, il s'intéresse aussi aux choix constitutionnels. Son livre The Political Theory of a Coumpound Republic comporte d'ailleurs une étude détaillée du fédéralisme américain.
Cela le conduit à se rapprocher du Center for the Study of Federalism dirigé par Daniel Elazar (1934-1999). Durant cette période il passe un an au centre interdisciplinaire de l'Université de Bielefeld dirigé par Franz-Xaver Kaufman. Là il est introduit à la pensée de Walter Eucken, sa femme Elinor le rejoint pour s'initier durant un semestre à la théorie des jeux . Ostrom a toujours lutté contre la sur-simplification en politique et contre la centralisation qu'il voyaient comme des menaces pour la démocratie. Ces préoccupations sont au centre de son livre “ The meaning of Democracies“ soustitré “A Response to Tocqueville's Challenge“ de 1997. Tocqueville est d'ailleurs un auteur qui l'inspire alors que Thomas Hobbes et Woodrow Wilson sont des auteurs dont il combat la pensée.

### Vincent et Elinor Ostrom
Leur long travail en commun fait qu'il est assez difficile de parler de l’œuvre de l'un sans faire référence à celle de l'autre. Si tous deux se décrivent comme étant en « quelque sorte des économistes politiques (political economists of some sort », néanmoins entre les deux des différences existent. Vincent est plus tourné vers la philosophie, les idées tandis que qu'Elinor est plus analytique et plus empirique. Schacter et Toonen écrivent à ce propos.:
| « Both scholars are complementary and mutually reinforcing. The one serves as the base and source of inspiration for the other. Vincent is more philosophical and ideational, comming from political theory and administrative sciences, strongly routed in the constitutional tradition in which the Study of American public administration had its origin. Elinor is more analytic, empirical, and operational, with a strong drive to confront assumptions with social reality and to test hypotheses in an experimental laboratory setting or operation field survey against painstakingly defined conceptual indicators and self-collected data... » | « Les deux chercheurs sont complémentaires et se renforcent l'un l'autre. L'un sert de base et de source à l'autre. Vincent qui vient de la théorie politique et des sciences administratives américaines enracinées dans la tradition constitutionnelle est plus philosophe et tourné vers le monde des idées. Elinor est plus analytique, empirique et opérationnelle, avec une forte tendance à confronter les hypothèses à la réalité sociale et à les tester par des expériences de laboratoire ou par des études de terrain se méfiant des soigneuses définitions conceptuelles sophistiquées ainsi que des indicateurs et des données auto-collectées. » |

## Grands traits de l’œuvre

### Ostrom et le Public Choice
Vincent Ostrom a participé à la conférence “sans nom“ de Charlottesville en Virginie, vue comme l'acte fondateur de l'école du Public Choice. De cette conférence émergent d'après Mitchell (1988) trois écoles : l'école des choix publics de Virginie, l'école du choix social de Rochester et l'école de Bloomington (Vincent Ostrom) basée sur l'analyse institutionnelle. Si l'analyse institutionnelle possède des caractéristiques communes avec le choix public et le choix social, son champ méthodologique est plus vaste et inclut des études de cas comparatives et des modes d'analyse plus informelles et inductives. Il est aussi plus conscient à la suite notamment des travaux de Vincent Ostrom de ses fondations philosophiques. L'analyse institutionnelle à la différence des choix publics ne se limite pas à l'étude du comportement des décideurs officiels, elle s'intéresse aussi aux citoyens qui ne sont pas vus seulement comme des électeurs ou des consommateurs.
Si Vincent Ostrom a été en 1967-1968 président de l'école des choix publics, néanmoins dans une étude parue de son vivant, sa femme Elinor Ostrom et Michael D. McGinnis ont tenu dans un article intitulé Reflections on Vincent Ostrom, Public Administration, and Polycentric a préciser ce qui d'après eux le distingue du courant majeur des Choix Publics. Tout d'abord, les études du Public Choice portent sur l'importance de l'efficience des politiques publiques alors que dans les ordres polycentriques de Vincent Ostrom, les individus et les communautés peuvent sacrifier l'efficacité à la poursuite d'autres buts. Ensuite Vincent Ostrom ne croit pas à l'existence d'un seul type de comportement rationnel d'autant que pour lui les processus de choix individuels sont trop complexes pour ne prendre en compte que la notion d'utilité. À la suite de Kenneth Arrow, il ne croit pas qu'il puisse exister de fonctions du bien-être. Ostrom n'utilise pas constamment le terme marché car pour lui les marchés sont eux-mêmes des arrangements institutionnels complexes. L'entrepreneuriat public dans son optique vise à créer des arrangements institutionnels et ne désigne pas des entreprises publiques au sens français du terme. Au demeurant, il se méfie autant des entreprises publiques que des marchés. Il y a chez lui une forte insistance sur le fait que les constitutions doivent être construites sur des procédures largement acceptées. Enfin il ne se focalise pas sur la recherche de rente mais à la suite des fondateurs de la constitution américaine (Jay, Hamilton, Madison) cherche à réduire les comportements égoïstes 

## Publications
Ostrom a écrit sur des sujets aussi variés que la politique de l'eau, l'économie politique, le fédéralisme, le gouvernement de métropole et les choix publics. Sa liste de publication list of publications inclut plus de 120 articles de journaux, chapitres de livres, monographies et livres dont le lecteur trouvera une sélection ci-dessous:
- Water and Politics: A Study of Water Policies and Administration in the Development of Los Angeles. Los Angeles: The Haynes Foundation, 1953
- "A Behavioral Approach to the Study of Intergovernmental Relations" with Elinor Ostrom. The Annals of the American Academy of Political and Social Science 359 (May 1965), pp. 137–46
- The Political Theory of a Compound Republic: Designing the American Experiment. 3rd ed. Lanham, MD: Lexington Books, 2008 [1st ed. 1971; 2nd ed. 1987]
- The Intellectual Crisis in American Public Administration ([1973] 2008)
- Understanding Urban Government: Metropolitan Reform Reconsidered with Robert Bish. Washington, D.C.: American Enterprise Institute, 1973
- "Religion and the Constitution of the American Political System". Emory Law Journal 39(1) (Winter 1990), pp. 165–90
- The Meaning of American Federalism: Constituting a Self-Governing Society. San Francisco: Institute for Contemporary Studies Press, 1991
- "Epistemic Choice and Public Choice." Public Choice 77(1) (September 1993), pp. 163–76
- "The Quest for Meaning in Public Choice," with Elinor Ostrom. The American Journal of Economics and Sociology 63(1) (January 2004): pp. 105–47 Online
- (en) Vincent Ostrom et Elinor Ostrom, « Public Goods and Public choices », dans Alternatives for Delivering Public Services: Toward Improved Performance, Boulder, co: Westview Press, 1977, 7–49 p.* The Meaning of Democracy and the Vulnerability of Democracies (1997)
- Rethinking Institutional Analysis and Development ([1988] 1993, with David Feeny and Hartmut Picht)
- Local Government in the United States (1988, with Robert Bish and Elinor Ostrom)
- The Quest to Understand Human Affairs: Natural Resources Policy and Essays on Community and Collective Choice, vol. 1 (2011, edited by Barbara Allen)
- The Quest to Understand Human Affairs: Essays on Collective, Constitutional, and Epistemic Choice, vol. 2 (2012, edited by Barbara Allen)

## Distinctions
Ostrom a été honoré plusieurs fois pour l'excellence de son travail dans le champ des politiques publiques :
- 1991 – The Daniel Elazar Distinguished Scholar Award from the American Political Science Association for his lifetime of contributions to the study of federalism and intergovernmental relations.
- 1999 – The Martha Derthick Best Book Award from the American Political Science Association, which is awarded for books published at least ten years prior with lasting contributions to the study of federalism and intergovernmental relations. Note: See Publications.
- 2003 – The Robert O. Anderson Sustainable Arctic Award from the Institute of the North for his contributions in drafting the Natural Resource Article of the Alaskan Constitution.
- 2003 – The Lifetime Achievement Award from the Atlas Economic Research Foundation for his contributions to the Workshop in Political Theory and Policy Analysis (co-recipient with Elinor Ostrom).
- 2005 – The John Gaus Distinguished Lecturer Award from the American Political Science Association for his lifetime of exemplary scholarship in political science and public administration.
- 2010 – Co-recipient (with Elinor Ostrom) of The University Medal (2010), Indiana University.